# Pedro António de Meneses Noronha de Albuquerque
Pedro António de Meneses Noronha de Albuquerque, primeiro marquês de Angeja, (13 de junho de 1661 — 16 de julho de 1731) foi um administrador colonial português, 3º vice-rei do Brasil e vice-rei da Índia Portuguesa.

## Biografia
Segundo conde de Vila Verde dos Francos, 13° senhor de freguesia portuguesa de Vila Verde dos Francos e dos lugares de Lapaduços, Portela do Sol, Rechaldeira, e das vilas de Angeja, Bemposta e Pinheiro, dos lugares de São Martinho de Salreu, Fermelãs, Fermelainha, Canelas, Pinheiro a Branca, alcaide-mor e comendador de Aljezur, na ordem de São Tiago, e de Santa Maria de Penamacor, e do Prestimónio de São Salvador de Moucos, todas na Ordem de Cristo; e dos padroados de São João da Praça de Lisboa, e da paróquia de Vila Verde dos Francos, e dos mosteiros de N. Sr.ª dos Anjos da referida vila e de Santo António, de Aveiro; vedor da Fazenda, do conselho de Estado e da guerra, mordomo-mor da princesa do Brasil.
Passou à Índia em 1692, como vice-rei, e voltou em 1699. Foi general da cavalaria da província do Alentejo, mestre de campo general, e com este posto esteve na campanha de 1706, «em que o nosso exército, comandado pelo Marquês das Minas, ocupou Madrid, tomando o Marquês grande parte; depois de diversas campanhas, voltando ao reino, do principado da Catalunha, foi em 1710 comandar o exército do Alentejo com o cargo de governador das armas da província, em 1713 teve a nomeação de vice-rei do Brasil e capitão general de mar e terra, com intendência e superioridade em todas as capitanias da América, donde voltou em 1718.
Foi marquês, em título concedido por D. João V de Portugal por carta régia de 21 de janeiro de 1714.

## Dados genealógicos
Filho de: António de Noronha, 1.º conde de Vila Verde dos Francos, e de D. Maria de Meneses, filha de D. Duarte Luís de Menezes, 3.º Conde de Tarouca.
Desde 1676 casara com D. Isabel Maria Antónia de Mendonça, filha de Henrique de Sousa Tavares 1.º Marquês de Arronches, 3.º conde de Miranda, governador da Relação do Porto, do conselho de Estado, senhor da casa de Sousa, e de sua mulher, D. Mariana de Castro.
Foi pai de:
1. D. António de Noronha (1680–1735), 3.º conde de Vila Verde dos Francos e 2.º marquês de Angeja.